# NGC 4185
NGC 4185 (również PGC 38995 lub UGC 7225) – galaktyka spiralna (Sbc), znajdująca się w gwiazdozbiorze Warkocza Bereniki. Odkrył ją William Herschel 11 kwietnia 1785 roku. Jest to galaktyka z aktywnym jądrem typu LINER.
W galaktyce tej zaobserwowano supernową SN 1982C.